# Anthophora padiola
Anthophora padiola är en biart som beskrevs av Joseph Vachal 1909. Anthophora padiola ingår i släktet pälsbin, och familjen långtungebin. Inga underarter finns listade i Catalogue of Life.